# Masters of Darts 2005
Das Masters of Darts 2005 war ein Major-Turnier im Dartsport und wurde 2005 vom 7. bis 13. Februar zum ersten Mal von der Professional Darts Corporation (PDC) veranstaltet. Austragungsort war das ExpoCenter in Hengelo. Es war das erste große Turnier in der Dartsgeschichte, bei dem Spieler der beiden führenden Dartsverbände PDC und BDO aufeinandertrafen. Organisiert wurde das Turnier von PenH Events, welche sich gleichzeitig auch einen Dreijahresvertrag mit dem damaligen BDO-Spieler Raymond van Barneveld sichern konnten. Im Finale schlug Phil Taylor seinen Landsmann Andy Fordham mit 7:1.

## Format
An dem Turnier nahmen jeweils die Top 4 der PDC und der BDO teil.
In einer PDC- und einer BDO-Gruppe trat zuerst jeder Spieler gegen jeden aus der jeweils anderen Gruppe an. Anschließend trafen die beiden Gruppenersten in den Halbfinals auf die Gruppenzweiten der jeweils anderen Gruppe. Die beiden Gewinner der Halbfinals spielten danach im Finale den Gesamtsieger des Turniers aus. Das Turnier wurde in sets gespielt, die wiederum in einen best of 5 legs-Modus unterteilt wurden. Spielmodus war in der Gruppenphase ein best of 7 sets, im Halbfinale best of 9 sets und im Finale best of 13 sets. Jedes leg wurde im double-out-Modus gespielt.

## Preisgelder
Das Gesamtpreisgeld von 445.000 Euro verteilte sich wie folgt auf die 8 Teilnehmer:
| Position (Anzahl Spieler) | Position (Anzahl Spieler) | Preisgeld |
| ------------------------- | ------------------------- | --------- |
| Gewinner                  | (1)                       | 175.000 € |
| Finalist                  | (1)                       | 100.000 € |
| Halbfinalisten            | (2)                       | 035.000 € |
| Gruppenphase              | (4)                       | 025.000 € |

Das erspielte Preisgeld hatte keinen Einfluss auf die Order of Merit, da es sich um ein Einladungsturnier handelt.

## Teilnehmer
Folgende Spieler waren für das Turnier teilnahmeberechtigt:
PDC

- Phil Taylor
- Roland Scholten
- Wayne Mardle
- Colin Lloyd

BDO
- Andy Fordham
- Raymond van Barneveld
- Co Stompé
- Tony David

## Ergebnisse

### Gruppenphase
1. Spieltag 7. Februar 2005
| Raymond van Barneveld | 4 : 2 | Roland Scholten |
| Co Stompé             | 4 : 0 | Colin Lloyd     |
| Andy Fordham          | 4 : 2 | Wayne Mardle    |

| Rang | Spieler         | gew. Spiele | verl. Spiele | gew. Sets | verl. Sets |
| ---- | --------------- | ----------- | ------------ | --------- | ---------- |
| 1    | Phil Taylor     | 4           | 0            | 16        | 2          |
| 2    | Roland Scholten | 2           | 2            | 12        | 12         |
| 3    | Wayne Mardle    | 0           | 4            | 8         | 16         |
| 4    | Colin Lloyd     | 0           | 4            | 4         | 16         |

2. Spieltag 8. Februar 2005
| Andy Fordham | 2 : 4 | Phil Taylor     |
| Tony David   | 4 : 2 | Wayne Mardle    |
| Co Stompé    | 1 : 4 | Roland Scholten |

3. Spieltag 9. Februar 2005
| Tony David            | 0 : 4 | Phil Taylor     |
| Andy Fordham          | 4 : 2 | Roland Scholten |
| Co Stompé             | 4 : 1 | Wayne Mardle    |
| Raymond van Barneveld | 4 : 0 | Colin Lloyd     |

| Rang | Spieler               | gew. Spiele | verl. Spiele | gew. Sets | verl. Sets |
| ---- | --------------------- | ----------- | ------------ | --------- | ---------- |
| 1    | Andy Fordham          | 3           | 1            | 14        | 9          |
| 2    | Raymond van Barneveld | 3           | 1            | 12        | 9          |
| 3    | Co Stompé             | 2           | 2            | 9         | 9          |
| 4    | Tony David            | 2           | 2            | 11        | 13         |

4. Spieltag 10. Februar 2005
| Raymond van Barneveld | 0 : 4 | Phil Taylor     |
| Andy Fordham          | 4 : 1 | Colin Lloyd     |
| Tony David            | 3 : 4 | Roland Scholten |

5. Spieltag 11. Februar 2005
| Co Stompé             | 0 : 4 | Phil Taylor  |
| Raymond van Barneveld | 4 : 3 | Wayne Mardle |
| Tony David            | 4 : 3 | Colin Lloyd  |

### Endrunde
|  | Halbfinale 12. Februar 2005 best of 9 sets | Halbfinale 12. Februar 2005 best of 9 sets | Halbfinale 12. Februar 2005 best of 9 sets |  |  | Finale 13. Februar 2005 best of 13 sets | Finale 13. Februar 2005 best of 13 sets | Finale 13. Februar 2005 best of 13 sets |
|  |                                            |                                            |                                            |  |  |                                         |                                         |                                         |
|  |                                            |                                            |                                            |  |  |                                         |                                         |                                         |
|  | BDO1                                       | Andy Fordham 91,32                         | 5                                          |  |  |                                         |                                         |                                         |
|  | PDC2                                       | Roland Scholten 85,35                      | 1                                          |  |  |                                         |                                         |                                         |
|  |                                            |                                            |                                            |  |  | BDO1                                    | Andy Fordham 92,64                      | 1                                       |
|  |                                            |                                            |                                            |  |  | PDC1                                    | Phil Taylor 102,21                      | 7                                       |
|  | BDO2                                       | Raymond van Barneveld 91,23                | 2                                          |  |  |                                         |                                         |                                         |
|  | PDC1                                       | Phil Taylor 93,87                          | 5                                          |  |  |                                         |                                         |                                         |
|  |                                            |                                            |                                            |  |  |                                         |                                         |                                         |

## Übertragung
In den Niederlanden übertrug RTL 5 das Turnier.